# Ceroplastes galeatus
Ceroplastes galeatus är en insektsart som beskrevs av Robert Newstead 1911. Ceroplastes galeatus ingår i släktet Ceroplastes och familjen skålsköldlöss.
Artens utbredningsområde är Uganda. Inga underarter finns listade i Catalogue of Life.